# Isru Chag
Isru Chag (en hebreu: אסרו חג) es refereix al dia després de cadascun dels tres pelegrinatges jueus: Péssah, Xavuot i Sukkot. La noció que Isru Chag uneix a les festes la resta de l'any ve de la lectura del Salm 118:27. L'única característica especial de Isru Chag en la litúrgia moderna, és l'omissió de l'oració Tachanun als serveis religiosos de Shacharit i Mincha.
Isru Chag significa en el judaisme rabínic el dia després de les festivitats de peregrinació que són Sukkot, Péssah i Xavuot. Encara que manca de qualsevol caràcter sagrat en la santa Bíblia, els dies del Isru Chag es consideren en la tradició rabínica com un remanent de la solemnitat d'aquestes festes, especialment del seu caràcter festiu. La celebració del Isru Chag té el seu origen en el vers bíblic: "Adjunti l'ofrena festiva amb llaços (Isru Chag Baavotim) a les cantonades de l'altar" (Salms 118:27); els rabins esmenten aquest versicle per dir: "Qui s'agrega a la festa menjant i bevent, l'escriptura el considera com si hagués construït un altar" (Talmud de Babilònia Sucà 45b). El Talmud de Jerusalem (Avodah Zarah 1:1) té una pràctica similar per al dia després del festival, però l'anomena brei demoadà ("fill de l'hora assenyalada").